# Freddie Oversteegen
Freddie Nanda Dekker-Oversteegen (Schothen, 6 de setembre de 1925 - Driehuis, 5 de setembre de 2018) va ser una comunista neerlandesa membre de resistència durant l'ocupació dels Països Baixos durant la Segona Guerra Mundial.

## Joventut
Freddie Oversteegen va néixer el 6 de setembre de 1925 al poble de Schoten (Països Baixos). Va tenir una germana major, l'escultora i pintora Truus Menger-Oversteegen. Ella i la seva família vivien en una gavarra. Abans de la guerra, la família Oversteegen albergava a la gent de Lituània amagada seu vaixell. Després del divorci dels seus pares, Oversteegen va ser criada per la seva mare, que li va ensenyar els seus principis comunistes. Es va traslladar de la barcassa a un petit apartament. La mare d'Oversteegen es va tornar a casar més tard i va donar a llum al seu mig germà. La família vivia en la pobresa.

## La Segona Guerra Mundial
Durant la Segona Guerra Mundial, la família Oversteegen va amagar una parella jueva a casa seva. Freddie Oversteegen i la seva germana major Truus van començar a distribuir fullets anti-nazis, que van atreure l'atenció del comandant del Consell de la Resistència de Haarlem, Frans van der Wiel. Amb el permís de la seva mare, les noies es van unir al Consell de la Resistència, coordinant els seus esforços. Freddie tenia catorze anys en aquell moment.
O, la seva germana i la seva amiga Hannie Schaft van treballar per sabotejar la presència militar nazi als Països Baixos. Van utilitzar dinamita per inhabilitar els ponts i les vies del ferrocarril. A més, van ajudar els nens jueus a fugir fora del país o a escapar dels camps de concentració.
Freddie Oversteegen, la seva germana i Schaft també van matar soldats alemanys, sent Freddie la primera en fer-ho, tot disparant-ne un mentre passejaven plegats amb les seves bicicletes. Oversteegen s'apropava als soldats en tavernes i bars i els demanava que «passegessin» amb ella pel bosc sota la pretensió d'una «aventura romàntica» i, llavors, els assassinaven.

## Després de la guerra
Oversteegen va treballar com a membre de la junta directiva a la National Hannie Schaft Foundation, establerta per la seva germana Truus. El 2014, Freddie i Truus van ser guardonades amb la Creu de Guerra de la Mobilització (Mobilisatie-Oorlogskruis) pel primer ministre neerlandès Mark Rutte pels seus actes de resistència durant la guerra. També hi ha un carrer que porta el seu nom a Haarlem.
Oversteegen va experimentar una sèrie d'atacs cardíacs al final de la seva vida. Va morir el 5 de setembre de 2018 en una residència d'ancians a Driehuis, un dia abans de complir els noranta-tres anys.

## Vida personal
Freddie Oversteegen es va casar amb Jan Dekker. Van tenir tres fills.